# دينيس نوت
دينيس نوت (بالإنجليزية: Dennis Nutt)‏ مواليد 25 مارس 1963 في ليتل روك، هو مدرب كرة سلة أمريكي ولاعب سابق. حمل الرقم 21. يبلغ طوله 6 قدم 2 بوصة (1.9 م). لعب مع دالاس مافيريكس وريال مدريد لكرة السلة.

## روابط خارجية
- دينيس نوت على موقع إن بي أي (الإنجليزية)
- دينيس نوت على موقع سبورتس رفرنس (الإنجليزية)
- دينيس نوت على موقع الدوري الإسباني لكرة السلة (الإسبانية)
- دينيس نوت على موقع كلية كرة السلة في سبورتس رفرنس.كوم (الإنجليزية)
- دينيس نوت على موقع ريلجم (الإنجليزية)
- دينيس نوت على موقع بروبوليرز (الإنجليزية)
- دينيس نوت على موقع كلية كرة السلة في سبورتس رفرنس.كوم (الإنجليزية)